# Cohors I Aelia Brittonum

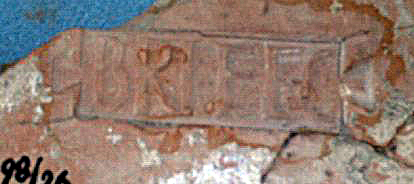
Ziegelstempel der Einheit im Römermuseum Wallsee-Sindelburg

Die Cohors I Aelia Brittonum [Antoniniana] [milliaria] [equitata] (deutsch 1. aelische Kohorte der Briten [die Antoninianische] [1000 Mann] [teilberitten]) war eine römische Auxiliareinheit. Sie ist durch Militärdiplome, Inschriften und Ziegelstempel belegt.

## Namensbestandteile
- Aelia: die Aelische. Die Ehrenbezeichnung bezieht sich auf Kaiser Hadrian, dessen vollständiger Name Publius Aelius Hadrianus lautet. Es sind insgesamt neun Kohorten mit diesem Namenszusatz bekannt.[1]

- Brittonum: der Briten. Die Soldaten der Kohorte wurden bei Aufstellung der Einheit auf dem Gebiet der römischen Provinz Britannia rekrutiert. Die in Britannien aufgestellten Hilfstruppeneinheiten haben drei unterschiedliche Bezeichnungen: Britannica, Britannorum und Brittonum. Die Gründe, warum unterschiedliche Bezeichnungen gewählt wurden, sind unklar.[2]

- Antoniniana: die Antoninianische. Eine Ehrenbezeichnung, die sich entweder auf Caracalla (211–217) oder auf Elagabal (218–222) bezieht. Der Zusatz kommt in Ziegelstempeln vor.

- milliaria: 1000 Mann. Je nachdem, ob es sich um eine Infanterie-Kohorte (Cohors milliaria peditata) oder einen gemischten Verband aus Infanterie und Kavallerie (Cohors milliaria equitata) handelt, lag die Sollstärke der Einheit entweder bei 800 oder 1040 Mann. Der Zusatz kommt in keiner Inschrift vor, aber da Titus Appalius Alfinus Secundus als Kommandeur der Kohorte ein Tribun war, wird dies angenommen.[1]

- equitata: teilberitten. Die Einheit war ein gemischter Verband aus Infanterie und Kavallerie. Der Zusatz kommt zwar in keiner Inschrift vor, aber in der Inschrift (AE 1974, 500) werden Aelius Martius und Flavius Tacitus als summus curator der Einheit bezeichnet. Der summus curator einer Einheit war für die Versorgung der Kavallerie zuständig.[1]

Die Einheit war eine Cohors milliaria equitata. Die Sollstärke der Einheit lag daher bei 1040 Mann, bestehend aus 10 Centurien Infanterie mit jeweils 80 Mann sowie 8 Turmae Kavallerie mit jeweils 30 Reitern.

## Geschichte
Es ist unklar, ob die Kohorte unter Hadrian aufgestellt wurde oder ob sie schon vorher existierte und erst während seiner Regierungszeit die Ehrenbezeichnung Aelia erhielt. Ebenso ist unsicher, in welchen Provinzen die Kohorte stationiert war, bevor sie in die Provinz Noricum verlegt wurde. Eine Cohors I Brittonum milliaria ist in Militärdiplomen für die Jahre 85 n. Chr. in der Provinz Pannonia, 111 und 116 in Moesia inferior und 135 in Pannonia inferior nachgewiesen. Ob es sich dabei um die Cohors I Aelia Brittonum oder um eine andere Einheit handelt, ist unklar.
Der erste gesicherte Nachweis der Einheit in Noricum ist die Inschrift des Titus Appalius Alfinus Secundus; der Zeitpunkt, zu dem er die Einheit kommandierte, kann auf die späte Regierungszeit Hadrians datiert werden. Die Kohorte wird auch in Militärdiplomen für die Provinz Noricum aufgeführt, allerdings ist die Zuordnung unsicher.
Der letzte Nachweis der Kohorte beruht auf den Inschriften (AE 1974, 500, CIL 03, 4812), die auf 238 datiert sind.

## Standorte
Standorte der Kohorte in Noricum waren möglicherweise:
- Mautern (Favianis): Die Funde von Ziegeln mit Stempeln wie C I A B oder CO I A B ANT weisen auf die Anwesenheit (von Teilen) der Kohorte in Mautern hin.
- Zollfeld (Virunum): Die Inschrift (CIL 3, 4812) wurde in Zollfeld gefunden.
- Wallsee

Standorte der Kohorte in Pannonia waren möglicherweise:
- Winden am See (Scarbantia): Die Inschrift (AE 1974, 500) wurde in Winden am See gefunden.

## Angehörige der Kohorte
Folgende Angehörige der Kohorte sind bekannt:

### Kommandeure
| - Ael[ius]: er wird auf dem Diplom von 133/190 als Kommandeur der Kohorte genannt. - Lucius Alfius Restitutus, ein Präfekt | - Titus Appalius Alfinus Secundus, ein Tribun |

### Sonstige
| - Ael(ius) Martius, ein summus curator (um 238) (CIL 3, 4812) - Fl(avius) Tacitus, ein summus curator (AE 1974, 500, CIL 3, 4812) | - L(ucius) Iulius Pansa, ein Veteran und ehemaliger Centurio (AE 1990, 387) - Mog(etius), ein Soldat (CIL 3, 5455) |